# ファーストグループ
ファーストグループ plc (FirstGroup plc LSE: FGP) は、スコットランドに本拠を置き、イギリス・アイルランド・ドイツ・デンマーク・スウェーデン・カナダおよびアメリカ合衆国で営業している、主に公共交通を運営する会社である。本社はアバディーンにある。ロンドン証券取引所に上場しており、FTSE250種総合株価指数にリストされている。

## 運営企業

### 鉄道

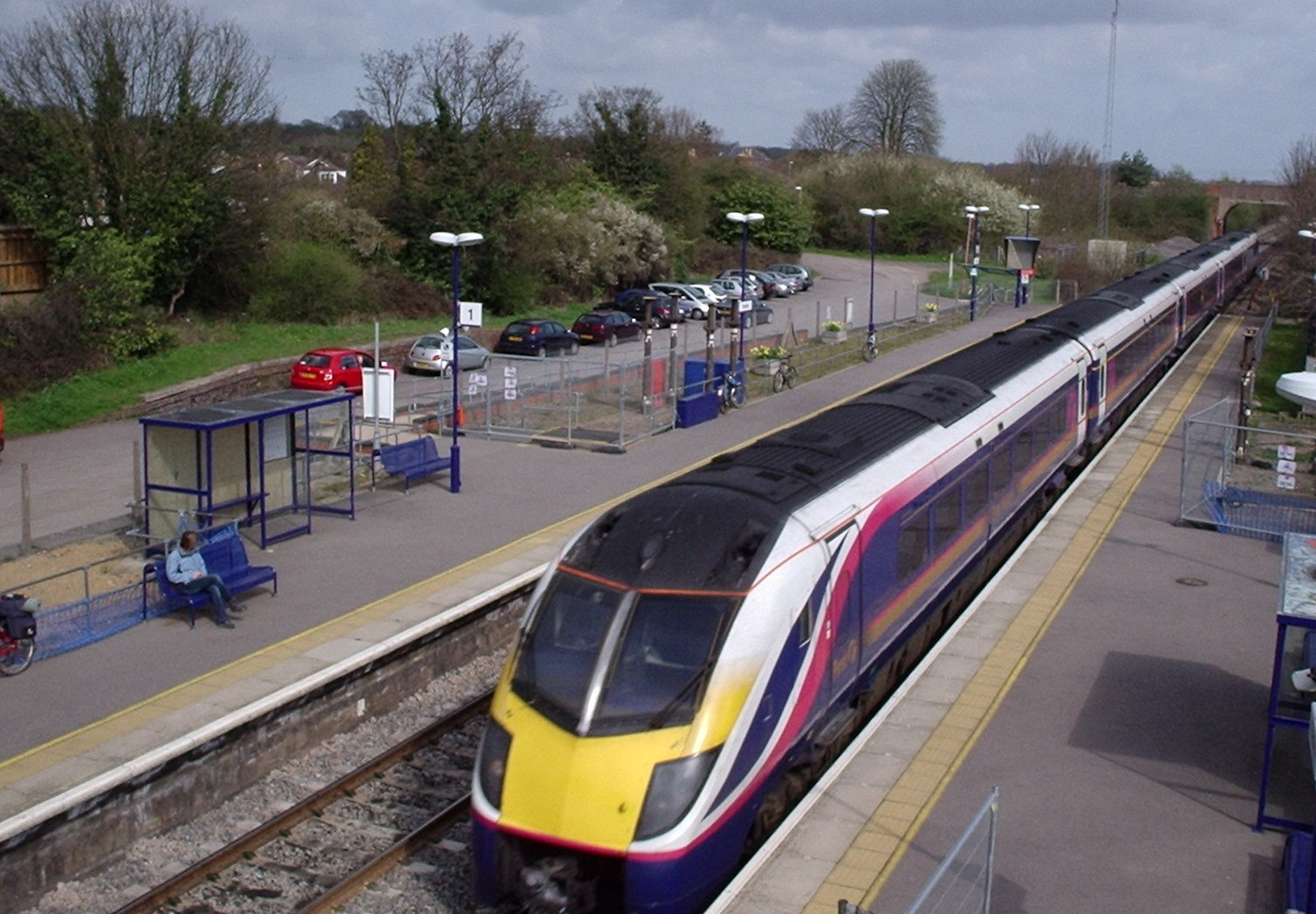
ラドリー (Radley) にて、ファースト・グレート・ウェスタン（現・グレート・ウェスタン・レールウェイ）の列車

- アヴァンティ・ウェスト・コースト (70%出資。トレニタリアとの合弁)
- グレート・ウェスタン・レールウェイ
- トランスペナイン・エクスプレス
- サウス・ウェスタン・レールウェイ (70%出資。香港鉄路との合弁)
- ハル・トレインズ
- ルモ

### ライトレール
- ファースト・ロンドン (トラムリンク)

### バス

#### イギリス

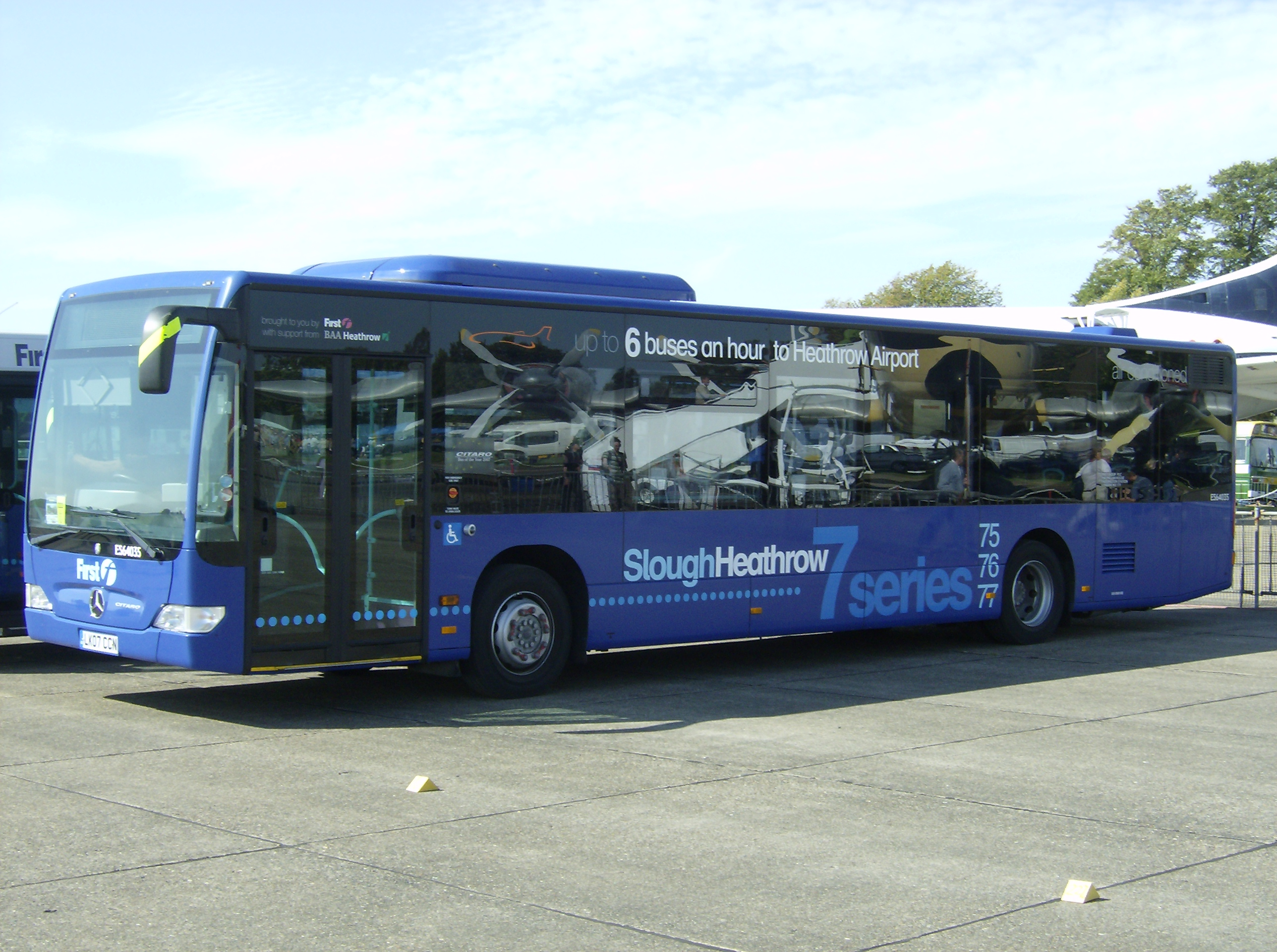
ファースト・バークシャーのメルセデス・ベンツ・シターロ

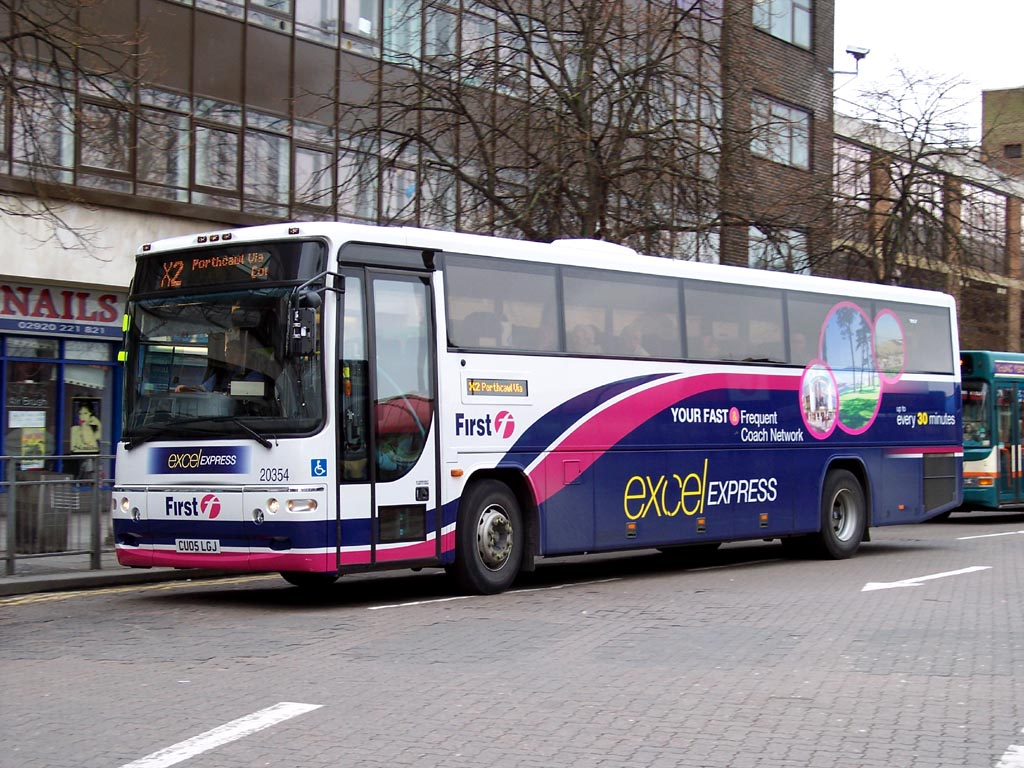
ファースト・カムリのバス、カーディフ

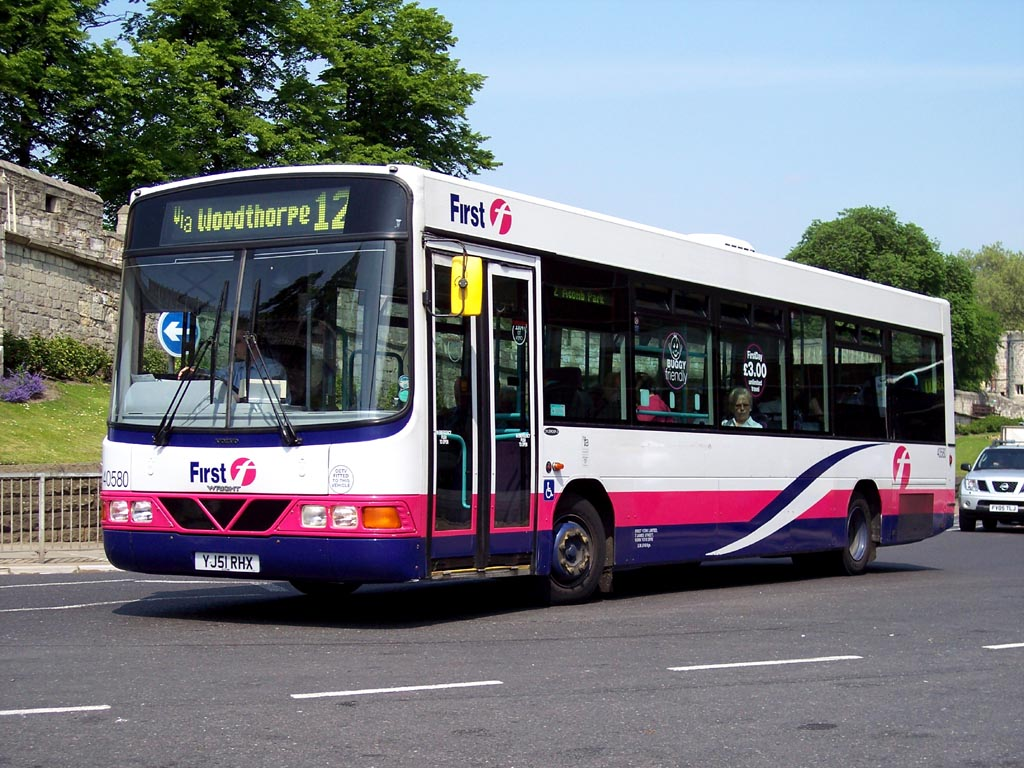
ファースト・ヨークのバス、ヨーク

- ファースト・アバディーン（旧 ファースト・グランピアン）
- ファースト・バークシャー・アンド・ザ・トーマス・ヴァレー（旧 ファースト・ビーライン）
- ファースト・ブラッドフォード
- ファースト・ブリストル（旧 ブリストル・シティ・ライン）
- ファースト・コールダーデール・アンド・ハッダースフィールド
- ファースト・チェスター・アンド・ザ・ウィラル
  - チェスターバス（チェスター市域の地域運行）
- ファースト・カムリ（ウェールズ南部）
- ファースト・デボン・コーンウォール（旧ファースト・ウェスタン・ナショナル・アンド・ノース・デボン・レッド・バス）
  - トゥルーロニアン（ファースト・デボン・アンド・コーンウォールのサブブランド）
- ファースト・イースタン・カウンティーズ
  - イプスウィッチ・ラピッド・トランジット
- ファースト・エディンバラ（旧ファーストSMT、ファースト・ボーダーズ、ファースト・ミッドランド・ブルーバード）
- ファースト・エセックス（旧ファースト・イースタン・ナショナル）
- ファースト・グラスゴー（旧ファースト・ケルビン、ファースト・グレーター・グラスゴー）
- ファースト・ハンプシャー・アンド・ドーセット（旧ファースト・サウサンプトン、ファースト・プロビンシアル、ドーセット・オペレーションズ・オブ・ファースト・サザン・ナショナル）
- ファースト・リーズ
- ファースト・レスター
- ファースト・ロンドン
- ファースト・マンチェスター
  - ファースト・ペナイン（ファースト・マンチェスターの一部を構成する）
- ファースト・ミッドランド・レッド・バシズ・リミテッド（ファースト・ワイバーンとしばしば呼ばれる）
- ファースト・ノーサンプトン
- ファースト・ポッタリーズ（スタッフォードシャーとサウス・チェシャーで運行）
- ファースト・サマセット・アンド・エイボン（旧バジャーライン、サマセット・オペレーションズ・オブ・ファースト・サザン・ナショナル）
- ファースト・サウス・ヨークシャー
- ファースト・ヨーク（ヨーク・パーク・アンド・ライドを含む）

#### アイルランド
- エアコーチ（ダブリン）[1]

#### アメリカ

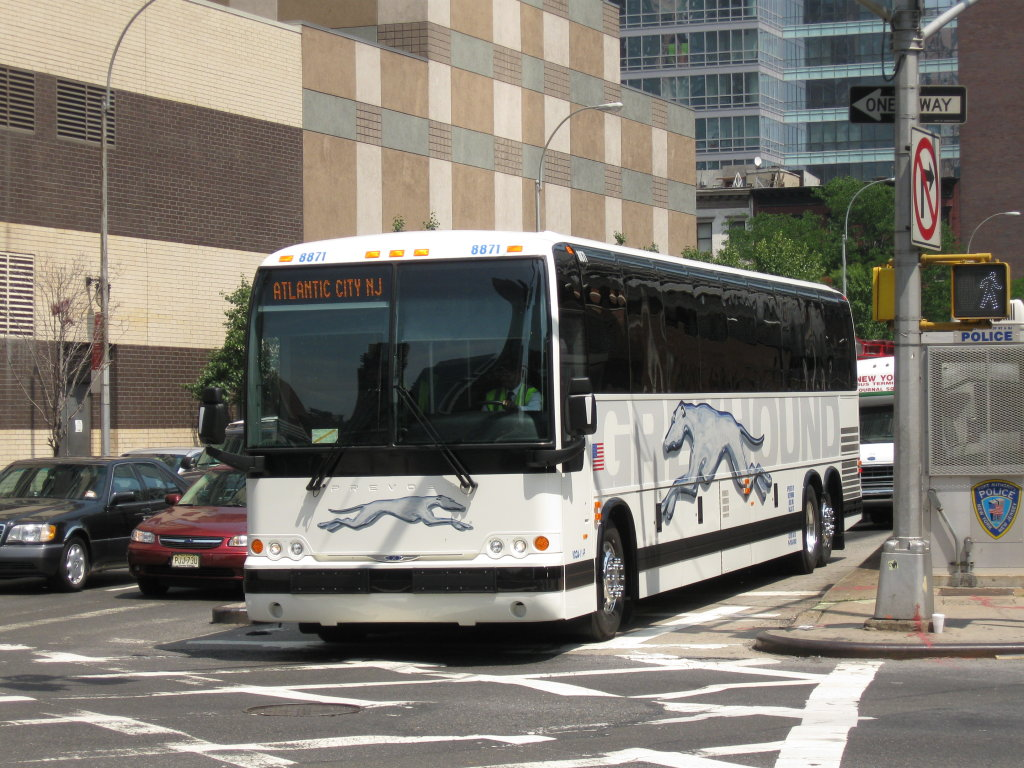
グレイハウンドのバス（ニューヨークにて）

- ファースト・トランジット（バスおよび地下鉄運行事業者）
- ファースト・スチューデント （スクールバス運行事業者）
- グレイハウンド（都市間バス事業者）
  - ボルトバス（ピーターパン・バスラインズとの折半出資による格安都市間バス事業者。メガバスと競合関係にある）

#### カナダ
- ファースト・スチューデント・カナダ（カナダ全土でのスクールバスと貸切バス、公共バス）
- グレイハウンド・カナダ（カナダの都市間バスサービス）
  - グレイ・グース・ラインズ・カナダ
  - バンクーバー・アイランド・コーチ・ラインズ
  - ボイジャー・コロニアル・バス・ラインズ

#### デンマークおよびスウェーデン
- ファーストグループはKystbanenの列車運行とエーレスンド橋を経由してマルメ、Gothenburg、Växjö、Karlskronaや沿線の都市を結ぶ列車運行のためにデンマーク国鉄と合弁事業を開始した。これはSJ AB、アリーヴァ、ヴェオリア・トランスポールなどとの競争入札に勝ったものである。2009年1月11日から、シェラン島東海岸とスウェーデンへの連絡橋を運行する列車はDSBファーストが運行を請け負うことになった。

### 過去の運営路線
- ファースト・キャピタル・コネクト（2014年9月まで。現在は ゴヴィア・テムズリンク・レールウェイにより運営している）
- ファースト・グレート・イースタン（2004年4月まで。現在はグレーター・アングリアにより運行されている）
- ファースト・スコットレール （2015年4月まで。現在はアベリオ・スコットレールにより運行されている）
- ファースト・トランスペナイン・エクスプレス（55 パーセント出資。仏Keolisとの合弁）[2]（2016年3月まで。現在はトランスペナイン・エクスプレス（当社100%出資）により運営している）
- ファースト・ノース・ウェスタン（2004年12月まで。現在はノーザン・トレインズ（英語版）、トランスペナイン・エクスプレス、トランスポート・フォー・ウェールズ（英語版）、アヴァンティ・ウェスト・コーストにより運行されている）
- ファーストGBRf（2010年5月まで。2016年11月以降はGB・レールフレートとしてEQTが保有している）